# Beniamino Placido
Beniamino Placido (Rionero in Vulture, 1 de fevereiro de 1929 – Cambridge, 6 de janeiro de 2010) foi um jornalista, escritor e crítico de televisão italiano.

## Biografia
Primo do pai do ator Michele Placido, mudou-se para Roma (onde já havia estudado no colégio estadual Dante Alighieri e na Universidade La Sapienza) para obter, por concurso, o cargo de conselheiro parlamentar da Câmara de deputados e tinha a lotação na secretaria da Comissão de Agricultura.
Enquanto nos anos 60 seu colega Antonio Maccanico foi para os Estados Unidos como estudioso do sistema financeiro internacional, no outono de 1963 Plácido foi para lá estudar literatura anglo-americana, seguindo um interesse já cultivado em anos anteriores com o acompanhamento de palestras universitárias, em Roma.
Colabora desde os primeiros números nas páginas culturais do jornal La Repubblica, incluindo a bem-sucedida coluna de crítica televisiva A Parer Mio, e continua a publicar intervenções astutas e mordazes sobre literatura e costumes.
Ele colaborou com a RAI apresentando transmissões em horário nobre: noite de Garibaldi (RAI 1, 1982), noite de Marx (RAI 1, 1983), noite de Mussolini (RAI 1, 1983), noite de Orwell (RAI 1, 1984), noite de Manzoni (RAI 1, 1985) e Serata Freud (RAI 1, 1986).
No universo da televisão publicou: Tre divertimenti, Variações sobre o tema de Os Noivos, Pinóquio e Horácio ( 1990 ), composições lúdicas e exercícios de estilo na TV e Televisão com o cachorro (1993), em que uma famosa história de Anton Chekhov , A senhora com o cachorrinho torna-se a deixa, leve, indireta, para meditar sobre o funcionamento da televisão.
Plácido ensinou a ter uma relação inquieta e sensível com a TV, aplicando uma crítica "criativa" à telinha feita de invenções, digressões, ironia.
A um colega inexperiente que lhe perguntou o que significava ser crítico de televisão, Plácido respondeu:
| "Acho que depende das gerações, e para a minha geração significa olhar pela janela e ver o que acontece, quem passa, o que se fala, nem mais nem menos." |

Ele faleceu em 6 de janeiro de 2010, aos 80 anos, após uma longa enfermidade, em Cambridge, no Reino Unido, onde havia se estabelecido por alguns meses.